# Koronování
Koronování nebo také úprava koronovým výbojem (někdy též vzdušné plazma) je způsob povrchové úpravy nízkoteplotním koronovým výbojem, který mění vlastnosti daného povrchu. Koronový výboj plazmatu se vytváří přiváděním vysokého napětí na ostré hroty elektrod, na kterých se tvoří plazma. Lineární uspořádání elektrod se často využívá pro vytvoření plošného koronového výboje. Plošný koronový výboj se používá ke změně povrchové energie různých materiálů, například plastů, tkanin nebo papíru. Všechny materiály mají inherentní povrchovou energii (hodnotu dynu). Systémy povrchové úpravy jsou k dispozici pro téměř všechny druhy povrchů, včetně trojrozměrných objektů, tabulí a materiálů navinutých na odvíjecích válcích. Úprava koronovým výbojem je rozšířenou metodou úpravy v odvětvích průmyslu, ve kterých se využívají plastické filmy, vytlačování a zušlechťování.

## Historie
Koronování vynalezl dánský inženýr Verner Eisby v roce 1951. Jeden z jeho zákazníků Vernera požádal, aby pro něj našel způsob, kterým by se dalo potisknout plast. Verner zjistil, že pár takových postupů se již používá. Jedním z nich byla metoda plynového plamene a druhým byla metoda tvorby jisker. Obě tyto metody byly hrubé, daly se špatně ovládat a nevytvářely homogenní produkt. Verner přišel s teorií, že vysokofrekvenční koronový výboj by mohl představovat efektivnější i ovladatelnější metodu povrchové úpravy. Po mnoha vyčerpávajících experimentech se jeho předpoklad potvrdil. Vernerova společnost Vetaphone získala patentová práva na nový koronovací systém.

## Materiály
Mnoho plastů, jako je třeba polyethylen a polypropylen, má chemicky inertní a neporézní povrch s nízkým povrchovým napětím. Díky tomu nevytvářejí vazby s tiskařskými barvami, ochrannými nátěry a lepidly. Přestože výsledky nejsou viditelné pouhým okem, úprava povrchů zlepšuje jejich přilnavost. Obvykle se touto metodou ošetřují materiály, jako je například polyethylen, polypropylen, nylon, vinyl, PVC, PET, pokovené povrchy, fólie, papír a lepenka. Je to bezpečný a úsporný způsob, který poskytuje možnost velmi rychlé úpravy na výrobní lince. Koronování je také vhodné pro úpravu součástí vyrobených vstřikolisováním a vyfukováním do formy. Během jedné úpravy koronovým výbojem je možné upravovat více povrchů najednou a dokonce i povrchy složitých součástí.

## Vybavení
Koronovací jednotka se skládá z vysokofrekvenčního generátoru, vysokonapěťového transformátoru, stacionární elektrody a válce, který odvíjí upravovaný materiál. Elektrická energie přiváděná ze sítě se přeměňuje na vysokofrekvenční energii, která se potom dodává do koronovací jednotky. Koronovací jednotka předává tuto energii pomocí keramických či kovových elektrod na povrch materiálu.

## Předúprava
U mnoha materiálů lze vznikne přilnavější povrch, když se upraví již během výroby. Tato procedura se nazývá „předúprava“. Účinky koronování se časem snižují. Z toho důvodu mnoho druhů povrchu při přeměně vyžaduje druhou, tzv. „dolíčkovací“ úpravu. Zajistí se tím přilnavost tiskařských barev, ochranných nátěrů a lepidel.

## Další technologie
Mezi další technologie povrchových úprav patří in-line využití atmosférického (vzdušného) plazmatu, a systémy využívající plamenné plazma a chemické plazma.

### Úprava atmosférickým plazmatem
Úprava atmosférickým plazmatem se velice podobá koronování, ale mezi těmito úpravami je pár rozdílů. Při obou úpravách se využívá jedna nebo více elektrod, které nabíjí a ionizují okolní molekuly vzduchu. U systému využívajících atmosférické plazma je však celková hustota plazmatu mnohem vyšší, což zvyšuje rychlost a míru začlenění ionizovaných molekul do povrchu materiálu. Dochází ke zvýšení míry ostřelování ionty, které může zvýšit přilnavé vlastnosti materiálu v závislosti na molekulách plynu využitých během procesu. Technologie úpravy atmosférickým plazmatem také vylučuje možnost provádět úpravu na neupravované straně materiálu (známou také pod pojmem úprava zadní strany).

### Plamenné plazma
Jednotky využívající plamenné plazma vytváří více tepla než jednotky využívající jiné druhy úpravy, ale materiály upravené tímto způsobem mívají obvykle delší skladovací životnost. Tyto plazmové systémy se liší od systémů atmosférického plazmatu, protože ke vzniku plamenného plazmatu dochází při hoření hořlavého plynu a okolního vzduchu, které je charakteristické jasným modrým plamenem. Plamenné plazma polarizuje povrchy objektů a tím ovlivňuje rozdělení elektronů v oxidované formě. Tato úprava vyžaduje vyšší teploty, takže u mnoha materiálů upravovaných plamenným plazmatem může dojít k poškození.

### Chemické plazma
Tvorba chemického plazmatu je založena na kombinaci atmosférického a plamenného plazmatu. Podobně jako u vzduchového plazmatu se pole chemického plazmatu vytváří ze vzduchu nabitého elektřinou. Chemické plazma však místo vzduchu využívá směsici jiných plynů, které uvolňují různé chemické skupiny na upravovaný povrch.